# Nomada siouxensis
Nomada siouxensis är en biart som beskrevs av Swenk 1913. Nomada siouxensis ingår i släktet gökbin, och familjen långtungebin. Inga underarter finns listade i Catalogue of Life.